# Bestuurlijke indeling van Spanje
De bestuurlijke indeling van Spanje is gebaseerd op federalisme, waarbij Spanje een bondsstaat is waarin de macht zeer gedecentraliseerd wordt uitgevoerd. De mate van autonomie verschilt in de  autonome gemeenschappen (comunidades autónomas).  De autonome gemeenschappen zijn weer onderverdeeld in provincies (provincias). De provincies zijn onderverdeeld in comarca's (landstreken, gewesten), die op hun beurt in gemeenten (municipios) zijn opgedeeld. Alleen in Catalonië vervullen de comarca's een bestuurlijke rol.

## Autonome gemeenschappen

De autonome regio's en steden van Spanje

Het land bestaat uit twee autonome steden (Spaans: ciudades autónomas), Ceuta en Melilla, en 17 autonome gemeenschappen (comunidades autónomas, enkelvoud comunidad autónoma; Catalaans/Valenciaans: comunitat autònom, Baskisch: autonomia erkidegoa, Galicisch: comunidade autónoma):
- Andalusië
- Aragón
- Asturië
- Balearen
- Baskenland
- Canarische Eilanden
- Cantabrië
- Catalonië
- Extremadura
- Galicië
- Castilië-La Mancha
- Castilië en León
- La Rioja
- Madrid
- Murcia
- Navarra
- Valencia

De verschillende mate van autonomie is te verklaren uit de grote behoefte aan autonomie in de regio's Catalonië, Baskenland en Galicië, omdat deze drie elk een sterke eigen identiteit en taal hebben. Zij kregen hierdoor in een eerder stadium meer eigen rechten toegewezen dan de overige regio's. Deze drie regio's vallen dus onder het zogenaamde "speciale regime", waarbij de lokale taal een officiële status heeft. De verhoudingen van de regionale regeringen van het Baskenland en Catalonië (de Generalitat de Catalunya) met de centrale regering in Madrid zijn vaak gespannen en soms zelfs problematisch. De autonomie van deze regio's kan onder meer van toepassing zijn op het lokale zorgstelsel, belastingstelsel, onderwijs en veiligheid. Catalonië en Baskenland hebben bijvoorbeeld elk een eigen politiemacht (Mossos d'Esquadra resp. Ertzaintza).

## Provincies

Kaart van Spaanse provincies

De gemeenschappen zijn verder onderverdeeld in provincies (provincias). De meeste provincies hebben dezelfde naam als hun hoofdstad. Slechts twee steden zijn hoofdstad van een autonome gemeenschap zonder hoofdstad te zijn van een provincie: Mérida (Extremadura) en Santiago de Compostella (Galicië).
Zeven autonome gemeenschappen bestaan uit slechts één provincie: Asturië, Balearen, Cantabrië, La Rioja, Madrid, Murcia en Navarra. Twee provincies maken geen deel uit van een autonome regio (comunidad), maar van een autonoom stadsgebied: Ceuta en Melilla. De provincies zijn weer verder onderverdeeld in comarca's (landstreken, gewesten) en gemeenten (municipios).

## Comarca's

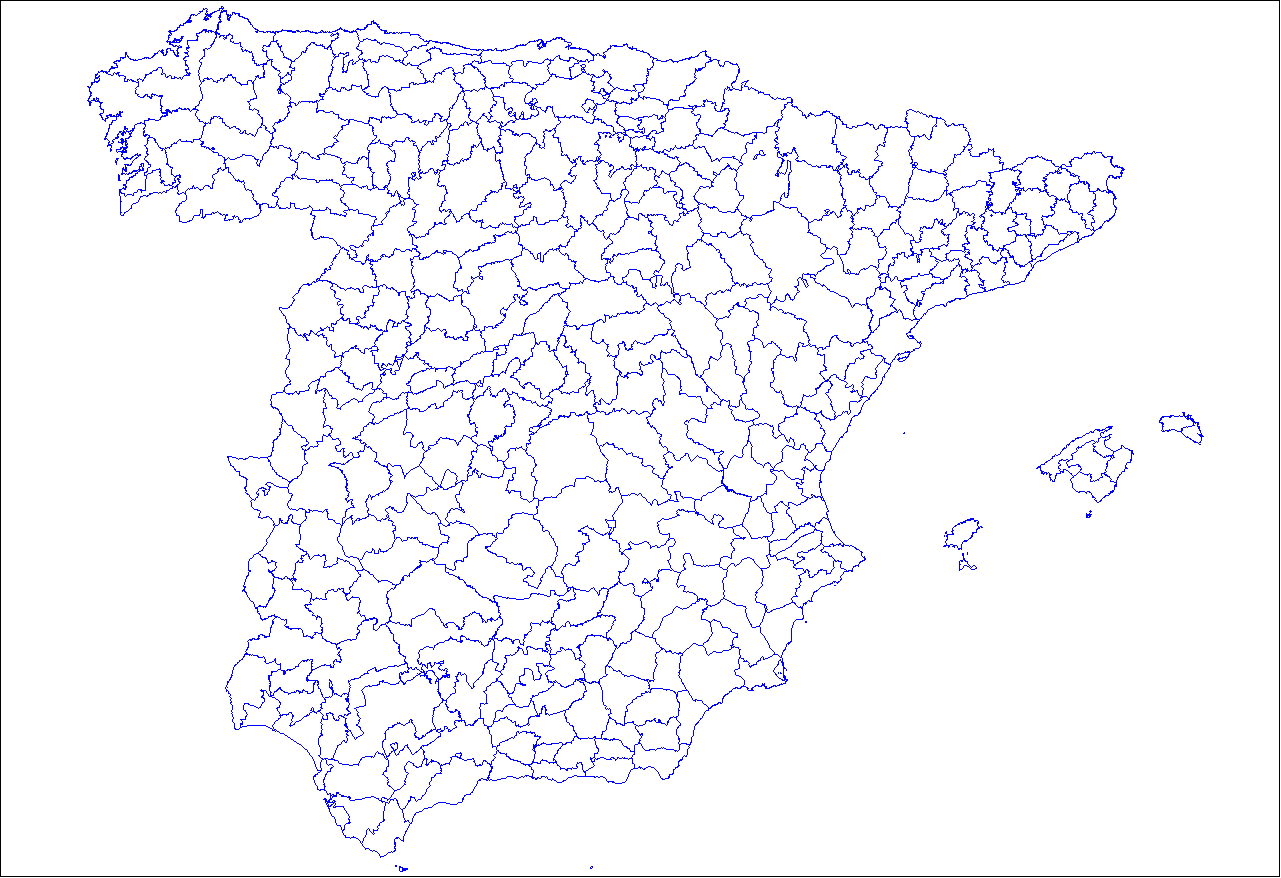
Verdeling van Spanje in comarca's.

De provincies zijn onderverdeeld in comarca's. De bevoegdheden van een comarca verschillen per gemeenschap; in sommige gemeenschappen (zoals Catalonië) hebben de comarca's veel bevoegdheden, terwijl ze elders geen enkele bevoegdheid hebben (zoals in Galicië). 

## Gemeenten

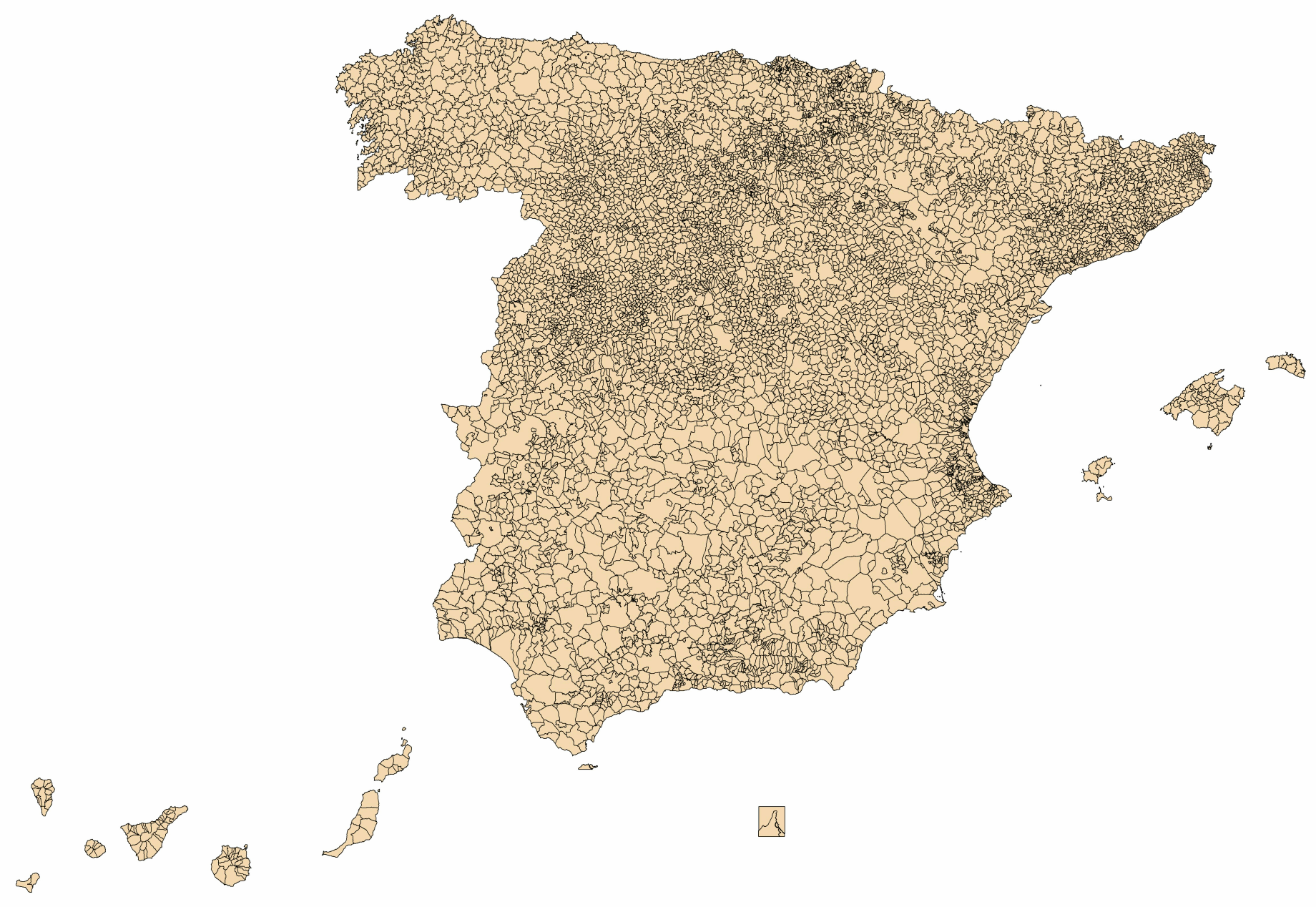
Kaart van de Spaanse gemeenten

De gemeente (municipio) is de vierde laag van bestuurlijke eenheden in Spanje. De gemeenten komen na de autonome gemeenschappen, de provincies en waar bestuurlijk van toepassing de comarca's. Er zijn in totaal 8.112 gemeenten in Spanje.